# Sebastian Riemer
Sebastian Riemer (* 28. Juni 1982 in Oberhausen) ist ein deutscher Künstler. Er lebt und arbeitet in Düsseldorf.

## Leben
Sebastian Riemer studierte von 2002 bis 2010 an der Kunstakademie Düsseldorf u. a. in den Klassen Christopher Williams und Thomas Ruff, dessen Meisterschüler er ist. Ein Auslandssemester führte ihn 2006 an die Akademie der schönen Künste in Krakau. Riemer erhielt zahlreiche Auszeichnungen, darunter den Förderpreis des Landes NRW (2015) und die Silbermedaille der schönsten Bücher aus aller Welt der Stiftung Buchkunst (2024). Stipendien und Residenzen führten ihn u. a. nach Tel Aviv, Istanbul und Moskau. Seine Arbeiten wurden international in Einzel- und Gruppenausstellungen gezeigt, darunter in renommierten Institutionen wie der Hamburger Kunsthalle, dem Israel Museum in Jerusalem, dem Museum Folkwang, dem Kunstpalast in Düsseldorf, der Kunsthalle Düsseldorf, dem Stadtmuseum München und der Biennale für aktuelle Fotografie. Seine Werke sind geprägt von einem konzeptuellen Umgang mit der Materialität und Geschichte der Fotografie.

## Werk
Sebastian Riemer stellt in seinem Werk den Anspruch des fotografischen Mediums an Objektivität, Langlebigkeit und das Dokumentarische in Frage. In seinen seit 2006 kontinuierlich entwickelten Einzelbildern und Serien griff er in letzter Zeit im Rahmen einer „artistic archaeology“ u. a. auf vorgefundene Fotografien zurück. Diese von Riemer als „fotografische Ruinen“ bezeichneten Vorlagen werden oftmals stark vergrößert und hochauflösend aus ihrem ursprünglichen Kontext durch technische Parameterverschiebung in neue Betrachtungszusammenhänge überführt. Beispiele hierfür sind die Serien „Press Paintings“ basierend auf retuschierten Pressefotografien oder „GRLS“ ausgehend von ausgeblichenen Modefotografien.
Seine künstlerische Herangehensweise ermöglicht sowohl eine bildwissenschaftliche, medienreflexive als auch ästhetische Auseinandersetzung mit dem Bildmedium.
Arbeiten von Sebastian Riemer befinden sich unter anderem in den Sammlungen des Israel-Museums, Jerusalem, der Philara Collection, Düsseldorf, des Museums Kunstpalast, Düsseldorf, des Stadtmuseums Düsseldorf und des Kunstmuseums Bonn.

## Ausstellungen
- 2021: Sebastian Riemer. Das Ende des XX Jahrhunderts, Kunstverein Recklinghausen und Kunstverein Grafschaft Bentheim
- 2020: Photography To The Test Of Abstraction, FRAC Normandie, Rouen
- 2020: Subjekt und Objekt – Foto Rhein Ruhr, Kunsthalle Düsseldorf[2]
- 2020: Yesterday’s News Today – Biennale für aktuelle Fotografie, Kunstverein Heidelberg
- 2019: Next Generations, Aktuelle Fotografie made im Rheinland, Museum Morsbroich
- Leverkusen[3]
- 2019: Sebastian Riemer – Archivarische Empathie, Stadtmuseum München[4]
- 2019: Reversibilité Photographique, Galerie DIX9, Paris
- 2018: GRLS BBLYON, SETAREH, Düsseldorf[5]
- 2017: Akademie (Arbeitstitel), Kunsthalle Düsseldorf[6]
- 2017: Deutschland 8, White Box Art Center, Beijing[7]
- 2017: Luther und die Avantgarde, Altes Gefängnis, Wittenberg[8]
- 2017: Ecker, Riemer, Ruff, Museum Folkwang, Essen[9]
- 2016: Noise, SETAREH, Düsseldorf[10]
- 2016: That’s how the light gets in, Kunsthaus NRW Kornelimünster, Aachen[11]
- 2015: De l’authentique aujourd’hui, Galerie DIX9, Paris
- 2015: I:I, Parkhaus im Malkastenpark, Düsseldorf
- 2014: Dystotal, Pori Art Museum, Pori
- 2013: 10 Jahre – 10 Fotos, Museum Kunstpalast, Düsseldorf
- 2012: Für immer jung, Deutsches Historisches Museum, Berlin
- 2012: Fascinating Documents, House of Photography, Moskau
- 2009: TANSTAFL, Konsortium, Düsseldorf[12]
- 2007: Autobahnportraits und Fensterbilder, Galeria Zpafiska, Krakau
- 2004: 03 --- 04, NRW-Forum, Düsseldorf

## Stipendien
- 2017: Artist-in-Residency der Cary und Dan Bronner Stiftung und der Kunststiftung NRW in Tel Aviv
- 2012: Artist-in-Residency der Kunststiftung NRW in Istanbul
- 2011: Artist-in-Residency des Multimedia Art Museum Moskau
- 2006: DAAD-Stipendium